# Cervino, Kampanien
Cervino är en ort och kommun i provinsen Caserta i regionen Kampanien i Italien. Kommunen hade 5 011 invånare (2017).